# Episodi di Duckman (prima stagione)
La prima stagione della serie animata Duckman, composta da 13 episodi, è stata trasmessa negli Stati Uniti, da USA Network, dal 5 marzo all'11 giugno 1994.
In Italia i primi 6 episodi sono stati trasmessi dall'11 febbraio al 17 marzo 2001 su Italia 1. La trasmissione dei rimanenti episodi è stata ripresa dal 19 al 26 aprile 2004 su Italia Teen Television.
| nº | Titolo originale                | Titolo italiano         | Prima TV USA   | Prima TV Italia  |
| -- | ------------------------------- | ----------------------- | -------------- | ---------------- |
| 1  | I, Duckman                      | Uno, nessuno, centomila | 5 marzo 1994   | 11 febbraio 2001 |
| 2  | TV or Not to Be                 |                         | 12 marzo 1994  | 17 febbraio 2001 |
| 3  | Gripes of Wrath                 | Miss pupa maggiorata    | 19 marzo 1994  | 24 febbraio 2001 |
| 4  | Psyche                          | Lo psicopapero          | 26 marzo 1994  | 3 marzo 2001     |
| 5  | Gland of Opportunity            | Vita Spericolata        | 9 aprile 1994  | 10 marzo 2001    |
| 6  | Ride the High School            | Collegio per soli geni  | 16 aprile 1994 | 17 marzo 2001    |
| 7  | A Civil War                     | Istinti repressi        | 23 aprile 1994 | 19 aprile 2004   |
| 8  | Not So Easy Riders              | Evasione fiscale        | 30 aprile 1994 | 20 aprile 2004   |
| 9  | It's the Thing of the Principal | Amore a prima vista     | 7 maggio 1994  | 21 aprile 2004   |
| 10 | Cellar Beware                   | Duckman "allarmato"     | 21 maggio 1994 | 23 aprile 2004   |
| 11 | American Dicks                  | Divo per caso           | 28 maggio 1994 | 22 aprile 2004   |
| 12 | About Face                      | Una voce                | 4 giugno 1994  | 24 aprile 2004   |
| 13 | Joking the Chicken              | L'arte di far ridere    | 11 giugno 1994 | 26 aprile 2004   |

## Uno, nessuno, centomila
- Titolo originale: I, Duckman
- Diretto da: Marv Newland, Robin Steele, Drew Takahashi e Andy Knight
- Scritto da: Jeff Reno e Ron Osborn

### Trama
Sentendosi sottovalutato dalla sua famiglia, Duckman dà la caccia all'uomo che gli spedisce bombe pensando che sia l'unico a cui importi.
- Note: L'episodio è dedicato a Frank Zappa, deceduto tre mesi prima della trasmissione.

## T.V. or Not to Be
- Titolo originale: T.V. or Not to Be
- Diretto da: Raymie Muzquiz
- Scritto da: Bernie Keating

### Trama
Duckman viene assunto da un telepredicatore per trovare un dipinto scomparso e ha un'esperienza di pre-morte dopo essere stato catturato e soffocato con il cellophane.

## Miss pupa maggiorata
- Titolo originale: Gripes of Wrath
- Diretto da: Norton Virgien
- Scritto da: Michael Markowitz

### Trama
Duckman porta i suoi figli alla presentazione del supercomputer Loretta. Tuttavia, durante l'inaugurazione, Loretta sente per caso un commento di Duckman e altera la realtà per far sì che accada quello che dice.

## Lo psicopapero
- Titolo originale: Psyche
- Diretto da: Paul Demeyer
- Scritto da: Jeffrey Astrof e Mike Sikowitz

### Trama
Sentendosi insicuro del suo aspetto, Duckman decide di sottoporsi a un intervento di chirurgia plastica. Più tardi, quando due bionde prosperose assumono lui e Cornfed per indagare sul motivo per cui riescono ad attrarre solo uomini che vogliono avere un rapporto sessuale, Duckman ha una crisi di coscienza.

## Vita Spericolata
- Titolo originale: Gland of Opportunity
- Diretto da: John Eng
- Scritto da: Ron Lux e Eugene Stein

### Trama
Dopo un incidente in un parco di divertimenti, un codardo Duckman decide di farsi trapiantare nel corpo la ghiandola surrenale di un temerario che gli dà una nuova visione della vita.

## Collegio per soli geni
- Titolo originale: Ride the High School
- Diretto da: Raymie Muzquiz
- Scritto da: Michael Markowitz

### Trama
Ad Ajax viene offerta una borsa di studio per un collegio esclusivo, dove Duckman lo manda, ignaro che la borsa di studio fa parte di un piano del suo arcinemico Re Pollo.

## Istinti repressi
- Titolo originale: A Civil War
- Diretto da: Norton Virgien
- Scritto da: Bob Kushell

### Trama
Duckman diventa geloso quando la sua famiglia riempie di attenzioni Cornfed, quindi lo licenzia durante il loro prossimo caso: un'indagine riguardante una compagnia di assicurazioni.

## Evasione fiscale
- Titolo originale: Not So Easy Riders
- Diretto da: Paul Demeyer
- Scritto da: Joe Ansolabehere e Steve Viksten

### Trama
Per sfuggire al pagamento di anni di tasse arretrate di Duckman, lui e Cornfed decidono di fuggire in motocicletta.

## Amore a prima vista
- Titolo originale: It's the Thing of the Principal
- Diretto da: Igor Kovalyov
- Scritto da: Eugene Stein e Ron Lux

### Trama
Ajax e il suo vicepreside si innamorano e fuggonovia, lasciando Bernice e Duckman alle loro tracce, portandoli a fingersi una coppia sposata.

## Duckman "allarmato"
- Titolo originale: Cellar Beware
- Diretto da: Norton Virgien
- Scritto da: Ladd Graham

### Trama
Un esperto di sicurezza domestica convince Duckman ad acquistare un elaborato sistema chiamato "Interlopen Fuhrer 2000". La macchina si rivela difettosa dal momento che non riesce a prevenire un furto con scasso e chiude successivamente l'intera famiglia nel seminterrato.

## Divo per caso
- Titolo originale: American Dicks
- Diretto da: John Eng
- Scritto da: Jeffrey Astrof e Mike Sikowitz

### Trama
Un episodio del reality show American Dicks racconta un giorno nella vita di Duckman. Nel frattempo lui e Cornfed cercano di trovare il sindaco dopo che è stato rapito.

## Una voce
- Titolo originale: About Face
- Diretto da: Raymie Muzquiz
- Scritto da: Jim Pond e Bill Fuller

### Trama
Duckman esce con una donna brutta dopo essersi innamorato di lei sentendo la sua voce durante una chiamata al 911. Le reazioni della gente, tuttavia, la spingono a cercare un completo restyling, rendendola bellissima per tutti.

## L'arte di far ridere
- Titolo originale: Joking the Chicken
- Diretto da: Jeff McGrath
- Scritto da: Jeffrey Astrof, Mike Sikowitz e Michael Markowitz

### Trama
Un gruppo di comici scortesi assume Duckman per fermare Iggy Catalpa, un comico politicamente corretto e dalle buone maniere il cui tipo di commedia blanda e inoffensiva sta spopolando grazie al suo agente, il Re Pollo.